# Boudewijn Büch

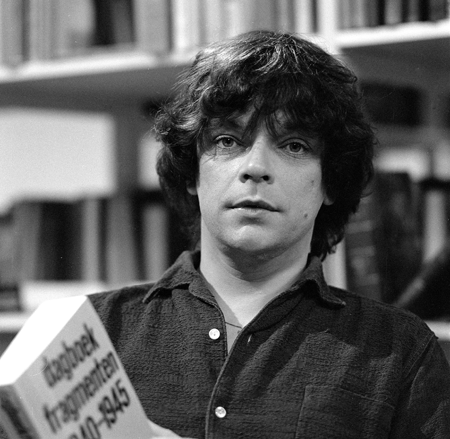
Boudewijn Büch

Boudewijn Maria Ignatius Büch (* 14. Dezember 1948 in Den Haag; † 23. November 2002 in Amsterdam) war ein niederländischer Schriftsteller und Publizist.

## Leben
Er wuchs als vierter von fünf Söhnen in Wassenaar in einer katholischen Familie auf. Er studierte Deutsch, Niederländisch und Philosophie.  1976 debütierte er mit der Poesiesammlung Nogal droevige liedjes voor de kleine Gijs.  Seit den späten 1980er Jahren wirkte er auch in Fernsehsendungen mit.
1985 gelang ihm mit De kleine blonde dood (Der kleine blonde Tod) sein größter belletristischer Erfolg. Das Buch beschreibt die Trauer eines Vaters über den Tod des Sohnes. Es erlebte in Holland über zwanzig Auflagen, wurde 1993 verfilmt und wird regelmäßig im niederländischen Schulunterricht verwendet. Sein größter Sachbucherfolg (jedoch im Wesen sehr belletristisch) war Eilanden, zu dem er fünf Fortsetzungen schrieb. Büch war fasziniert von Goethe, über den er zwei Bücher schrieb.
2002 wurde Boudewijn Büch in seinem Amsterdamer Bürgerhaus tot aufgefunden. Er war an Herzversagen gestorben.
Büch war ein Büchersammler. Seine Sammlung enthielt angeblich über 100.000 Bände. Der umfangreiche Auktionskatalog Bibliotheca didina et pinguina erschien im Jahr 2004.

## Romane
- Boudewijn Büch: Das Tollhaus. Rowohlt, Reinbek 1989, ISBN 3-499-18249-1.
- Boudewijn Büch: Der kleine blonde Tod. Agenda, Münster 2005, ISBN 3-89688-229-5.
- Boudewijn Büch: Das Geheimnis um Eberwein. Agenda, Münster 2005, ISBN 3-89688-230-9.